# Килосанидзе, Василий Васильевич
Василий Васильевич Килосанидзе (22 июня 1897 года, г. Шуша, Шушинский уезд, Елизаветпольская губерния — 1 июля 1944 года, погиб на 3-м Белорусском фронте) — советский военный и профсоюзный деятель, полковник (1944 год).

## Начальная биография
Василий Васильевич Килосанидзе родился 22 июня 1897 года в городе Шуша ныне Шушинского района Азербайджана.
С 1906 по 1918 годы учился во 2-й Тифлисской мужской гимназии, где в августе 1917 года вступил в РСДРП(б), после чего до ноября работал агитатором и организатором по 2-м районе Тифлиса.
После установления меньшевистской власти на территории Грузии В. В. Килосанидзе в ноябре 1918 года переехал во Владикавказ, где работал в городском комитете партии и секретарём в Терском СНК.

## Военная служба

### Гражданская война
В декабре 1918 года призван в ряды РККА и направлен на учёбу в 1-ю Владикавказскую инструкторскую школу красных командиров, в составе которой в январе 1919 года принимал участие в оборонительных боевых действиях в районе Владикавказа и Грозного, а затем, в должности политкомиссара бронепоезда «Борец за свободу», в боях в районе Беслана, Назрани, Слепцовской, Самашков и Асиновской. В мае того же года по заданию Серго Орджоникидзе направлен в Тифлис с целью подготовки восстания против меньшевистской власти, однако был арестован, но из-за отсутствия доказательств был освобождён, после чего в Гори организовал восстание, после подавления которого меньшевиками В. В. Килосанидзе был арестован и находился в заключении в тюрьме Метехского замка.
В мае 1920 года был освобождён, восстановлен в рядах РККА и в июне направлен в Баку, где был назначен на должность начальника партийной красноармейской школы и начальника отдела партийных школ ПУРа Азербайджанской Красной армии, в январе 1921 года — на должность начальника политотдела Бакинского губернского военкомата, с которой был направлен в 11-ю армию, в составе которой, являясь уполномоченным Реввоенсовета и ревкома Грузии, принимал участие в ходе Тифлисской операции, после чего в феврале того же года был демобилизован из рядов армии и назначен на должность заведующего культурным отделом Совпрофа Грузии.

### Межвоенное время
В октябре 1921 года Килосанидзе направлен на учёбу в Высшую школу профдвижения, после окончания которой в октябре 1922 года в Тифлисе был назначен на должность председателя Республиканского комитета.
В феврале 1924 года направлен в органы ВЧК и назначен на должность начальника отдела политконтроля ЧК Грузии и Закавказья. В конце года переведён в Абхазию, где служил на должностях начальника секретной оперативной части, заместителя председателя и председателя ЧК, начальника погранвойск Абхазского района.
В марте 1925 года решением ЦК КП(б) Грузии В. В. Килосанидзе вернулся в Тифлис, где назначен членом Коллегии и заведующим отдела рынка труда Наркомата труда республики, в 1927 году — руководителем группы Рабоче-крестьянской инспекции и Центральной контрольной комиссии КП(б) Грузии, а в 1928 году — руководителем сельскохозяйственной группы Закавказской рабоче-крестьянской инспекции.
С января 1930 года Килосанидзе работал на должностях заведующего организационно-инструкторского отдела и секретаря Хашурского райкома партии Грузии, однако в ноябре того же года переведён в Москву, где назначен на должность помощника заведующего распределительным отделом ЦК ВКП(б), а затем — на должность инструктора сельскохозяйственного отдела ЦК ВКП(б).
В октябре 1934 года избран председателем ЦК профсоюза работников земельных органов.
В феврале 1938 года Килосанидзе назначен на должность начальника Управления учебных заведений Правления Госбанка СССР, а с 1939 года работал на должностях начальника адвокатуры Наркомата юстиции РСФСР и заведующего юридической консультацией в Москве.

### Великая Отечественная война
С началом войны В. В. Килосанидзе в июле 1941 года вступил в народное ополчение с присвоением воинского звания «батальонный комиссар», после чего назначен на должность военкома 491-го медико-санитарного батальона в составе 1-й стрелковой дивизии народного ополчения (Ленинского района), которая вскоре была передислоцирована в район Спас-Деменска, где 15 августа была переименована в 60-ю стрелковую дивизию и с 9 сентября вела оборонительные боевые действия и затем — в Вяземской операции, в ходе которой отступала по направлению на Вязьму, где попала в окружение, из которого вышла в районе села Тарутино.
24 октября В. В. Килосанидзе назначен на должность военного комиссара 110-й стрелковой дивизии, ведшей оборонительные боевые действия в районе Наро-Фоминска, а с декабря — в контрнаступлении под Москвой и Ржевско-Вяземской операции. С 12 февраля 1942 года старший батальонный комиссар В. В. Килосанидзе находился в резерве Политуправления Калининского фронта и 25 марта назначен на должность военного комиссара санитарного отдела 49-й армии (Западный фронт).
1 ноября 1942 года направлен на учёбу на курсы «Выстрел», после окончания которых 16 февраля 1943 года направлен в распоряжение Военного совета Западного фронта и 27 февраля назначен на должность командира 95-го гвардейского стрелкового полка в составе 31-й гвардейской стрелковой дивизии, однако 16 марта в районе Жиздры был ранен, после чего лечился в госпитале. После выздоровления с 4 мая находился в резерве начсостава Западного фронта и 16 мая назначен на должность командира 40-го гвардейского стрелкового полка в составе 11-й гвардейской стрелковой дивизии, после чего принимал участие в ходе Орловской наступательной операции.
23 августа 1943 года назначен на должность заместителя командира по строевой части 16-й гвардейской стрелковой дивизии, которая вела боевые действия в ходе Брянской операции и вскоре была передислоцирована в район Великих Лук. Вскоре дивизия участвовала в Городокской наступательной операции и затем в боевых действиях на витебском и невельском направлениях. В период с 20 марта по 26 мая 1944 года 11-я гвардейская стрелковая дивизия находилась в резерве Ставки Верховного Главнокомандования, где с 28 апреля по 21 мая полковник В. В. Килосанидзе исполнял должность командира этой же дивизии.
28 мая дивизия была включена в состав 11-й гвардейской армии (3-й Белорусский фронт), после чего вела боевые действия в ходе Витебско-Оршанской наступательной операции в рамках Белорусской операции, во время которой 27 июня дивизия участвовала в освобождении Орши.
Полковник Василий Васильевич Килосанидзе 1 июля 1944 года погиб на боевом посту.

## Награды
- Два ордена Красного Знамени (03.01.1944, 07.07.1944, посмертно);
- Орден Отечественной войны 1 степени (21.03.1943).